# Pallapugno leggera
La pallapugno leggera (o pallone elastico leggero) è uno sport a squadre giocato a livello giovanile, in quanto propedeutico alla pallapugno.
È diffusa su tutto il territorio italiano, specialmente in ambito scolastico, grazie alla sua facilità di apprendimento e adattabilità a diverse condizioni. Non richiede uno sferisterio o una grossa piazza, ma si gioca sul semplice campo da pallavolo, senza la rete, con regole semplificate rispetto a quelle della pallapugno e con un pallone che viene colpito con la mano aperta e priva di protezione.

## Regolamento
Il regolamento è simile a quello della pallapugno, ma con molte semplificazioni; non esistono le cacce e il campo è molto più piccolo: lungo 18 m e largo 9 m. La palla deve avere un peso compreso tra 60 e 80 g e un diametro da 10,5 a 11,5 cm.
Le squadre sono composte da quattro giocatori ciascuna (più un massimo di due riserve). I punti si contano come nel tennis: quindici, trenta, quaranta, gioco. Non esistono però i vantaggi. La partita o set è composta da un minimo di 5 giochi: si conclude quando una squadra arriva a vincere 5 giochi, ma con almeno 2 giochi di vantaggio. In caso di parità 80-80 si prosegue fino a quando una squadra raggiunge i due giochi di vantaggio.
La gara può essere disputata su un solo set oppure al meglio dei tre set: in questo caso l'incontro termina quando una squadra vince due partite (in questo caso i primi due set possono anche terminare 50-40,mentre il terzo deve comunque essere concluso con due giochi di vantaggio).

Analogamente alla disciplina maggiore, il gioco inizia con l'azione di battuta, che avviene però in una zona lunga 2 metri. Chi effettua il servizio può colpire il pallone con il palmo della mano o con un pugno. La battuta deve essere effettuata con un movimento del braccio dal basso verso l'alto: la palla deve essere lasciata dall'altra mano prima del colpo e non deve essere fatta rimbalzare per terra. La mano che batte non deve salire più in alto della spalla e del gomito. La battuta è effettuata da un giocatore scelto dalla squadra ed è sostituibile in qualsiasi momento. Ogni squadra batte per due giochi consecutivi, con due battitori diversi, poi cede il servizio agli avversari. Dopo quattro giochi avviene il cambio di campo.
La risposta alla battuta viene chiamata ricaccio e può avvenire colpendo il pallone al volo o dopo un rimbalzo, come nella pallapugno. Si può colpire la palla con tutto l'avambraccio, inoltre si può uscire dal campo per ricacciare il pallone.
A differenza del pallone elastico, non vengono assegnate le cacce; di conseguenza lo scopo del gioco è riuscire a mandare la palla in modo valido oltre la linea di metà campo, senza che gli avversari riescano a ribattere. I giocatori non possono entrare nella metà campo avversaria.
Durante un set ogni squadra può chiedere un time out della durata di un minuto e può sostituire due giocatori.

### Falli
- La palla non supera al volo la linea di centrocampo.
- La palla esce al volo dal campo.
- Il battitore esce dalla zona delimitata per effettuare il servizio.
- La palla tocca il soffitto o le pareti della palestra.
- La palla tocca una parte del corpo diversa dall'avambraccio.
- La palla viene colpita con entrambe le mani davanti al corpo (anche se a toccare la palla è una sola).
- La palla viene giocata a mani unite (anche se viene colpita con una mano sola).
- La palla tocca la linea di centrocampo o quelle di bordo campo.
- Viene compiuta la battuta prima del fischio dell'arbitro.
- Il giocatore supera la linea di metà campo con il piede.
- Due giocatori della stessa squadra colpiscono la palla uno dopo l'altro.
- In battuta, la mano supera l'altezza dell'anca.

Ogni fallo viene punito con l'attribuzione di un 15 alla squadra avversaria.

### Video
- Fase di una partita tra giocatrici

### Società Sportive
- MDM Valbormida, su nuke.mdmvalbormida.it. URL consultato il 28 febbraio 2012 (archiviato dall'url originale il 30 ottobre 2013).